# Melanorivulus salmonicaudus
Melanorivulus salmonicaudus, es un pez actinopeterigio de agua dulce, de la familia de los rivulines.

## Distribución y hábitat
Se distribuye por de América del Sur, en la cuenca hidrográfico del río Araguaia en Brasil, tropical de comportamiento bentopelágico, habitual tanto en arroyos como en pantanos.